# Cryptachaea pusillana
Cryptachaea pusillana là một loài nhện trong họ Theridiidae.
Loài này thuộc chi Cryptachaea. Cryptachaea pusillana được Carl Friedrich Roewer miêu tả năm 1942.